# 毛利幸子
毛利 幸子（もうり さちこ）は、日本の元女優。山口県出身。

## 人物
日本大学芸術学部を志願するが学費の関係から断念する。その後、東宝芸能学校の募集記事を読んで、家族を説得して上京。第1期生として入学。同期は、のちに円谷プロの営業部長となる津田彰がいた。
卒業後は、第8期ニューフェイスとして東宝に入社。1956年の映画『嵐』でデビュー。
テレビ映画では、ウルトラシリーズほか、円谷プロ制作の特撮作品などに出演しているが、本人は、「出演していた記憶がほとんどない」と語っている。その一方で、東宝の俳優仲間であり、監督に転身した鈴木俊継が、自身の監督作品にてゲストに起用してくれたことに関しては、「ありがたかった」と感謝の言葉を述べている。
東宝の専属制度が廃止されてからは、一般のプロダクションに在籍していた。

## 出演作品

### 映画
- 嵐（1956年） - スイカを切る女[注釈 1]
- 地球防衛軍（1957年） - 洞窟の娘、円盤を見上げる女（2役）[要出典]
- 変身人間シリーズ
  - 美女と液体人間（1958年） - 城東大学病院の看護婦[要出典]
  - 電送人間（1960年） - 悪魔の洞窟の客[要出典]
- 続ちゃっきり金太（1958年） - だんご屋の娘
- 狐と狸（1959年） - 花嫁
- 社長シリーズ
  - サラリーマン忠臣蔵（1960年）
  - 社長洋行記（1962年） - 女中
  - 続・社長洋行記（1962年） - 女中
  - 続・社長漫遊記（1963年） - ホテルの女中
- 暗黒街の弾痕（1961年） - 看護婦
- モスラ（1961年） - 国立核総合センター看護婦[要出典]
- 世界大戦争（1961年） - 子供を迎えに来る母親[要出典]
- ゴジラシリーズ
  - キングコング対ゴジラ（1962年） - 急行つがるの乗客[1]
  - モスラ対ゴジラ（1964年） - 静之浦の住民[1]、毎朝新聞カメラマン、原住民、女性教師（4役）[要出典]
  - 三大怪獣 地球最大の決戦（1964年） - インファント島の原住民、飛行機の乗客（2役）[要出典]
  - 怪獣大戦争（1965年） - 宇宙局員[要出典]
  - ゴジラ・エビラ・モスラ 南海の大決闘（1966年） - インファント島の原住民[要出典]
  - 怪獣総進撃（1968年） - 地下鉄の乗客[要出典][注釈 2]
  - ゴジラ・ミニラ・ガバラ オール怪獣大進撃（1969年） - サチ子の母[5][1]
  - ゴジラ対ヘドラ（1971年） - テレビ画面の民衆[要出典]
- クレージー映画
  - ニッポン無責任野郎（1962年） - 廊下の芸者
  - 日本一の男の中の男（1967年） - 女店員
  - 日本一の裏切り男（1968年） - 家政婦
  - クレージーのぶちゃむくれ大発見（1969年） - 受付係
- 太平洋の翼（1963年） - 木根川町の避難民[要出典]
- 君も出世ができる（1964年） - 羽田空港の女、飛行機の客室乗務員（2役）
- 宇宙大怪獣ドゴラ（1964年） - 福岡の住民[要出典][注釈 2]
- フランケンシュタイン対地底怪獣（1965年） - 白根ヒュッテの若者[要出典][注釈 2]
- 100発100中（1965年） - ホステス
- 女の中にいる他人（1966年） - 旅館の仲居
- 奇巌城の冒険（1966年） - ペシルの民
- フランケンシュタインの怪獣 サンダ対ガイラ（1966年） - 病院の看護婦、羽田空港避難民、ビアガーデンの客（3役）[要出典][注釈 2]
- お嫁においで（1966年） - パラダイスホテル休憩室の従業員
- キングコングの逆襲（1967年） - 野次馬[要出典]
- 日本海大海戦（1969年） - 電柱の号外を見る女、宮古島の住民（2役）[要出典]
- 頑張れ!日本男児（1970年） - 主婦
- ゲゾラ・ガニメ・カメーバ 決戦!南海の大怪獣（1970年） - 飛行機の乗客、セルジオ島民（2役）[要出典][注釈 2]
- ひらヒラ社員 夕日くん（1970年） - 幸枝
- 恋人って呼ばせて（1971年） - 奥さん
- 呪いの館 血を吸う眼（1971年） - 看護婦B[6]
- 西のペテン師 東のサギ師（1971年） - 仲井
- 父ちゃんのポーが聞える（1971年） - 金沢大学病院の看護婦
- 昭和ひとけた社長対ふたけた社員 月月火水木金金（1971年） - ウエイトレス
- 紙芝居昭和史 黄金バットがやって来る（1972年） - ホール係
- 王将（1973年） - 箱根旅館女中
- 人間革命（1973年）
- ザ・ゴキブリ（1973年） - 香川光江

### テレビ
- ウルトラシリーズ
  - ウルトラQ 第10話「地底超特急西へ」（1966年） - いなづま号乗務員
  - ウルトラマン（1967年）
    - 第25話「怪彗星ツイフォン」 - マダム風の女
    - 第37話「小さな英雄」 - デパート従業員

  - ウルトラセブン 第42話「ノンマルトの使者」（1968年） - 教師
  - 帰ってきたウルトラマン 第1話「怪獣総進撃」（1971年） - 浩の母
- マイティジャック 第9話「地獄への案内者（ガイド）」（1968年） - 看護婦
- 昔三九郎 第4話「詑証文」（1968年）
- 五人の野武士 第16話「野望に賭ける」（1969年）
- 火曜日の女シリーズ「恋の罠」（1970年、NTV / 東宝)
- 大忠臣蔵（1971年） - 瑤泉院の腰元
- 飛び出せ!青春 第22話「飛び込もう青春の海へ!」（1972年）
- ジャンボーグA 第11話「壮烈!! 涙の一撃」（1973年） - おかあさん（健太の母）
- 流星人間ゾーン（1973年）
  - 第1話「恐獣ミサイル 爆破せよ!」 - ジュンイチの母
  - 第18話「命令『Kスイ星で地球をこわせ』」 - 老婆（ガロガバラン星人）
- スーパーロボット レッドバロン 第16話「鉄面党脱走犯E16号」（1973年） - 玩具店店員
- 太陽にほえろ! 第49話「そのとき時計は止まった」（1973年）
- 剣客商売 第14話「三冬の女ごころ」（1973年）
- 荒野の用心棒 第17話「死の谷に必殺弾が走って…」（1973年）
- 大江戸捜査網 第3シリーズ（1974年）
  - 第25話「女房殺しの罠」
  - 第28話「怪盗組織に潜入せよ」